# Rita Gerle
Rita Gerle (siglo XVIII) fue una empresaria textil española. Dirigió un taller de serigrafía en Barcelona, y en 1784 se convirtió en la primera mujer en España autorizada legalmente para trabajar como estampadora de seda.Recibió la aprobación oficial y la certificación de su oficio y se creó para ella un nuevo título, el de "maestra aprobada".

## Biografía
Era hija de Gerle, funcionario del Colegio de Comercio de España. Estuvo casada con el impresor de seda Josep Lavila, quien en 1771 fundó una fábrica de estampado de seda en Barcelona, centro comercial de España en aquella época. Gerle aprendió el oficio de su marido, que fue alumno de Isidro Catalá. Cuando su marido enfermó y no pudo trabajar, ella se hizo cargo del negocio. Se encontró con problemas legales cuando solicitó un permiso para gestionar el negocio en su propio nombre, ya que las mujeres tenían formalmente prohibida la profesión, aunque muchas trabajaban en la industria ilegalmente.
Después de la muerte de su marido, en 1783, Gerle presentó una petición a la Junta de Comercio para continuar en el oficio de su marido como fabricante de pintados a la china. Esta técnica fue introducida en 1740 por el maestro Isidre Català. Gerle consideró que su argumento más convincente era el de presentarse como «una mujer de valor» que necesitaba trabajar para mantener a su familia. Para asegurar que los colores y tintes fueran perfectamente ejecutados Gerle proponía a la Junta que su propio padre (fabricante de pintados a la china) supervisara su trabajo.  No queda constancia escrita de si realmente la Junta de Comercio llegó a responder a su petición, pero  sus argumentos no debieron de ser del todo convincentes porque, en octubre de 1784, transcurrido más de un año de su primera petición, Gerle suplicaba de nuevo a la Junta de Comercio, a pesar de que su padre, como representante del Colegio de Comercio, le había advertido de que podría ser multada si continuaba con el negocio. En su petición, señalaba que su actividad como estampadora de seda era legal en virtud del decreto del Rey de 1779, que legalizaba todas las profesiones que pudieran considerarse adecuadas para las mujeres. Se desconoce cómo afectó realmente este decreto a las mujeres profesionales en España, ya que parece haber sido desconocido por la mayoría, y aquellas mujeres que solicitaron a las autoridades una licencia profesional continuaron haciéndolo aludiendo a la necesidad de mantener a sus hijos y a su condición de viudas, por lo que Rita Gerle era, por tanto, inusual al referirse a él. También señaló que muchas otras mujeres de Barcelona, en particular Francisca e Isabel Abril, famosas por sus estampados en seda, ejercían la profesión. Aunque había otras mujeres que ejercían esta profesión, ninguna estaba legalmente autorizada a trabajar como tal (las hermanas Abril ejercían ilegalmente, fueron multadas en repetidas ocasiones y trasladaron su fábrica cada vez). La ley exigía que una estampadora de seda fuera aprobada tras un aprendizaje de dos años y después de pasar una prueba ante un maestro. 
Gerlé pidió a Isidro Català, inventor de la estampación de la seda, que la examinara. El Colegio de Comercio aprobó su petición y ella aprobó el examen. Se convirtió entonces en la primera mujer en España legalmente autorizada para ejercer la profesión de serígrafa. Sin embargo, no recibió el título de fabricante, como un hombre, sino el de "Maestra Autorizada", que se inventó para ella.
En última instancia, el éxito de Gerle dependió no de presentarse como «una mujer de valor» sino en su conocimiento del Real decreto de 1779. Gerle aparece como conocedora de la ley que afirmaba que «no se impida a las mujeres la enseñanza de todas aquellas labores y  artefactos que son propias de sus fuerzas y sexo ni que vendan por sí, o de su cuenta las maniobras que hicieran sin embargo de cualesquiera privativas o prohibiciones que en sus respectivas ordenanzas tengan los maestros de los gremios».
Con la ley de su parte, Gerle no sintió la necesidad de enfatizar sus obligaciones maternales o incluso el hecho de que un pariente suyo pudiera supervisar su trabajo en la fábrica. Sin embargo, esto no está claro ya que ¿por qué no usó esta estrategia en su primera petición?. Quizás fue producto de la incertidumbre de las mujeres de realizar este tipo de reivindicaciones sobre su sitio legítimo en el mundo de los negocios. El argumento de que ciertas actividades constituían trabajos de mujeres no siempre funcionaba a su favor. Poco después de la emisión del Real decreto de 1779, los maestros del gremio de merceros de Barcelona pidieron que se prohibiera a las mujeres vender telas de algodón y de lino en el mercado central del Borne. Los merceros justificaban su demanda afirmando que el rey Fernando VI les otorgó en 1757 un privilegio que les daba privativa exclusiva para vender «cualquier producto hecho de lino en esta ciudad y sus suburbios».